# Nikon D750
Nikon D750 — цифровий дзеркальний фотоапарат, анонсований компанією Nikon у вересні 2014 року.

## Опис
Nikon D750 являє собою цифрову дзеркальну камеру з повнокадровою світлочутливою КМОП-матрицею формату Nikon FX (підтримується можливість використання кроп-об'єктивів Nikon DX) з роздільною здатністю 24,93 мегапікселів.
Фотоапарат підтримує зміну чутливості в межах 100-12800 ISO. Спеціальний режим дозволяє розширити діапазон до 50-51200 ISO. Камера також оснащена новою системою автофокусування по 51 точці (Nikon Advanced Multi-CAM 3500 II) з можливістю вибору зони покриття в 9, 21 і 51 точку. Автофокусування вміє працювати в режимі автоматичного вибору точок фокусування, а також в режимі ручного вибору будь-якої з 51 точки фокусування за допомогою курсорів (без виклику додаткового меню).
Камера дозволяє зберігати знімки в форматах NEF (Raw) і JPEG, а також NEF+JPEG при використанні двох карт пам'яті паралельно. Для збереження використовуються два слоти для карт пам'яті SD. Для підключення до відеотехніки передбачений HDMI-роз'єм. При підключенні до комп'ютера по USB камера дозволяє зберігати знімки на комп'ютер відразу після натискання кнопки затвора за допомогою спеціального програмного забезпечення, що працює по протоколу PTP (наприклад, GPhoto), за протоколами Wi-Fi.

## Ключові особливості
Поворотний екран, 2016-сенсорний RGB-датчик, новий автофокус Advanced Multi-CAM 3500 II, покращена FF-матриця (порівняно з D600\D610), швидкий процесор Expeed 4, два SD-слоти карт пам'яті для послідовного запису або бекапа, WiFi.

## Комплект поставки (body)
- Літій-іонна акумуляторна батарея EN-EL15
- Зарядний пристрій MH-25a
- Ремінь AN-DC14
- Захисні кришки: BF-1B (для корпусу), BS-1 (для башмака)
- Наочник окуляра DK-21
- Кришка окуляра DK-5
- Програмне забезпечення ViewNX2
- USB-кабель UC-E17